# Bâlines
Bâlines is een gemeente in Frankrijk. De rivier de Avre komt door Bâlines.

## Kaart
De onderstaande kaart toont de ligging van Bâlines met de belangrijkste infrastructuur en aangrenzende gemeenten.

## Demografie
Onderstaande figuur toont het verloop van het inwonertal, bron: INSEE-tellingen. 

1. ↑  Populations de référence 2022.